# Sylvain Duclos
Sylvain Duclos (* 22. November 1978 in Thonon-les-Bains) ist ein ehemaliger französischer Snowboarder. Er startete vorwiegend im Snowboardcross.

## Werdegang
Duclos nahm im November 1997 in Tignes erstmals am Snowboard-Weltcup der FIS teil, wobei er den 81. Platz im Riesenslalom und den 35. Rang im Parallel-Riesenslalom errang. Nach mehreren Platzierungen außerhalb der Punkteränge zu Beginn der Saison 1998/99, erreichte er mit Platz sieben in Whistler seine erste Top-Zehn-Platzierung im Weltcup und mit Platz drei am Kreischberg sowie Rang zwei in Grächen seine ersten Podestplatzierungen. Er gewann damit den Snowboardcross-Weltcup und kam zudem auf den 16. Platz im Gesamtweltcup. Beim Saisonhöhepunkt, den Snowboard-Weltmeisterschaften 1999 in Berchtesgaden, wurde er Zehnter. In der folgenden Saison holte er in Whistler und in Morzine seine einzigen Weltcupsiege und fuhr damit auf den siebten Platz im Snowboardcross-Weltcup. Nach Platz neun bei den Snowboard-Weltmeisterschaften 2003 am Kreischberg in der Saison 2002/03, kam er bei allen sechs Teilnahmen im Weltcup unter den ersten Zehn, darunter Platz drei in Bad Gastein und belegte damit den fünften Platz im Snowboardcross-Weltcup. Zudem wurde er französischer Meister im Snowboardcross. In der Saison 2003/04 erreichte er mit fünf Top-Zehn-Platzierungen, darunter Platz drei in Bad Gastein den siebten Platz im Snowboardcross-Weltcup und in der Saison 2004/05 mit vier Top-Zehn-Platzierungen, darunter Platz zwei in der Sierra Nevada den vierten Rang im Snowboardcross-Weltcup. Zudem holte er im November 2004 im Mölltaler Gletscher seinen einzigen Sieg im Europacup und fuhr bei den Snowboard-Weltmeisterschaften 2005 in Whistler auf den 30. Platz. In der Saison 2005/06 kam er mit Platz drei in Valle Nevado letztmals im Weltcup aufs Podest und absolvierte am Kronplatz seinen 66. und damit letzten Weltcup, welchen er auf dem 44. Platz beendete. Bei seiner einzigen Teilnahme an Olympischen Winterspielen im Februar 2006 in Turin errang er den 29. Platz.

## Teilnahmen an Weltmeisterschaften und Olympischen Winterspielen

### Olympische Spiele
- 2006 Turin: 29. Platz Snowboardcross

### Snowboard-Weltmeisterschaften
- 1999 Berchtesgaden: 10. Platz Snowboardcross
- 2003 Kreischberg: 9. Platz Snowboardcross
- 2005 Whistler: 30. Platz Snowboardcross

## Weltcupsiege und Weltcup-Gesamtplatzierungen

### Weltcupsiege
| Nr. | Datum             | Ort      | Disziplin      |
| --- | ----------------- | -------- | -------------- |
| 1.  | 11. Dezember 1999 | Whistler | Snowboardcross |
| 2.  | 8. Januar 2000    | Morzine  | Snowboardcross |

### Weltcup-Gesamtplatzierungen
| Saison    | Gesamt | Gesamt | Snowboardcross | Snowboardcross |
| Saison    | Punkte | Platz  | Punkte         | Platz          |
| --------- | ------ | ------ | -------------- | -------------- |
| 1997/98   | 2      | 127.   | –              | –              |
| 1998/99   | 602    | 16.    | 1760           | 1.             |
| 1999/2000 | 285    | 36.    | 2495           | 7.             |
| 2001/02   | –      | –      | 1030           | 19.            |
| 2002/03   | –      | –      | 2440           | 5.             |
| 2003/04   | –      | –      | 2310           | 7.             |
| 2004/05   | –      | –      | 2498           | 4.             |
| 2005/06   | 753    | 115.   | 753            | 34.            |